# Northeast 7th Avenue megállóhely
Northeast 7th Avenue megállóhely a Metropolitan Area Express kék, zöld és piros vonalainak megállója az Oregon állambeli Portlandben.
A szemközt zajló nagyobb építkezés miatt a megálló 2014. március 31. és 2015. május 3. között zárva volt.

## Elhelyezkedése
A peronok az északnyugati hetedik sugárút és az északnyugati Holladay utca kereszteződésében fekszenek, közelükben állami kormányzati épületek, illetve irodák találhatóak.
2001-től 2012-től a megálló a díjmentes övezetbe (Fareless Square, 2010-től Free Rail Zone) tartozott, de ezt az év szeptemberében megszüntették.

## Átszállási lehetőség a Portland Streetcarra
A Portland Streetcar Ipartudományi Múzeum felé haladó A vonala a peronoktól nyugatra keresztezi a MAX sínpárjait, megállója pedig egy sarokkal északra van.
| Előző állomás                                           |  | Metropolitan Area Express |  | Következő állomás                                                    |
| ------------------------------------------------------- |  | ------------------------- |  | -------------------------------------------------------------------- |
| Convention Centertovább Hatfield Government Center felé |  | Kék vonal                 |  | Lloyd Center/NE 11th Avetovább Cleveland Avenue felé                 |
| Convention Centertovább PSU South felé                  |  | Zöld vonal                |  | Lloyd Center/NE 11th Avetovább Clackamas Town Center pályaudvar felé |
| Convention Centertovább Beaverton pályaudvar felé       |  | Piros vonal               |  | Lloyd Center/NE 11th Avetovább Portland International Airport felé   |

## Fordítás
- Ez a szócikk részben vagy egészben  a   Northeast 7th Avenue MAX Station című angol Wikipédia-szócikk ezen változatának fordításán alapul.  Az eredeti cikk szerkesztőit annak laptörténete sorolja fel. Ez a jelzés csupán a megfogalmazás eredetét és a szerzői jogokat jelzi, nem szolgál a cikkben szereplő információk forrásmegjelöléseként.